# 카복실기

카복실기(영어: carboxyl group)는 화학에서 탄소, 산소, 수소로 이루어진 작용기의 하나로, 카복실산의 작용기인 –COOH로 표시된다. 카복실기라는 명칭은 포함하고 있는 두 가지 요소인 카보닐기와 하이드록실기의 조합으로 만들어졌다.
카복실기의 구조는 오른쪽의 그림에서처럼 중심의 탄소 원자에 하나의 산소 원자가 이중 결합으로 연결되어 있고, 하나의 하이드록실기가 단일 결합으로 연결되어 있다. 분자식에서 보면, 카복실기는 –C=O–의 형태의 카보닐기에 하이드록실기가 붙어있는 형태이다. 산소와 탄소 사이의 전기음성도의 차이 때문에 탄소 원자는 부분적으로 양전하를 띤다. 따라서 카복실 탄소 원자는 친핵체의 공격을 받기 쉽다. 카복실기의 하이드록실 부분은 상대적으로 산성이며 양성자는 적절한 파트너에게 쉽게 공여된다. 알코올에 비해 산도(산 강도)가 증가하는 것은 음으로 하전된 카복실레이트 음이온인 해당 염기의 공명 안정화 때문이다. 카복실레이트 음이온(–COO–)에서 두 산소 원자는 동등하다. 즉, 음전하가 두 산소 원자에 분산되어 있고 두 CO 결합 모두 부분적 이중 결합의 특성을 갖는다.
|  |

카복실기는 중심 탄소 원자에 하나의 최외각 전자를 지니고 있기 때문에, 보다 큰 분자와 결합할 수 있다. 하지만, 기본적으로 3개의 결합을 필요로 하는 카복실기는 탄소 사슬의 끝부분에만 위치할 수 있다. 또한 아세트산이 수소 이온을 방출해서 아세테이트가 되는 것처럼 수소 이온(H+)을 내놓고 산으로 작용할 수 있다.
용액 및 결정 형태에서 카복실산은 종종 이합체로 존재하며, 여기서 두 개의 서로 다른 분자의 카보닐 산소와 하이드록실 산소는 하이드록실 양성자와 수소 결합을 형성한다. 쌍의 형성은 이합체당 2개의 수소 결합 형성을 허용한다.
카복실산과 아미노산에 존재하는 카복실기는 자연에서 가장 자주 생성되는 작용기 중 하나이다.

## 같이 보기
- 아미노산
- 카복실산
- 알킬기
- 시트르산 회로